# Fred & Fabrício
Fred & Fabrício é uma dupla sertaneja brasileira formada pelos amigos Fred Liel e Fabrício Fiori. A dupla iniciou suas atividades em 2021, conhecida como  "dupla de quatro vozes", por revezarem entre primeira e segunda voz nas músicas, o que chamou atenção do público.
Também são conhecidos como "rouxinóis", porque Fabrício é apelidado por Fred de "rouxinol", acompanhado do bordão "Canta, meu rouxinol!", que passou a ser utilizado pela dupla e pelos fãs.

## História
Fred e Fabrício tinham suas carreiras solo, depois de passarem por suas duplas. Fred fez parte da primeira formação da dupla Fred & Gustavo, enquanto Fabrício era da dupla Geovany Reis e Fabrício. Segundo Fabrício, a formação da dupla surgiu de forma inesperada. "Fomos fazer um show cada um na casa de um jogador de futebol. Na hora, o show acabou atrasando e tivemos que cantar juntos e ficou legal, gostamos." E assim, surgiu o Acústico de Primeira, que, inicialmente, era apenas um projeto dos dois cantores. Só em julho de 2021, a dupla se oficializou e iniciou suas atividades.

## Carreira

### 2021 - 2023:Acústico de Primeirae Som Livre
Em 2021, Fred Liel e Fabrício Fiori se juntaram e lançaram o projeto Acústico de Primeira, regravando sucessos da música sertaneja, incluindo a única inédita "Proposta Alcoolizada". O projeto se destacou mais pela forma dos dois estarem alternando entre primeira e segunda voz nas músicas. A primeira participação especial da dupla em outros projetos foi no mesmo ano, no álbum de João Bosco & Vinícius, intitulado +Positivo+, na canção "Sofrendo por Amor". 
Devido ao sucesso, a dupla assinou com a Som Livre e lançou, em abril de 2022, o segundo DVD Ao Quadrado, gravado em 2021, na Azzure Club, em Goiânia, com participação especial de Hugo & Guilherme, na faixa "Paredão Desmoronou", além das inéditas "Surto de Raiva" e "Você É Muito Mais".
Em 2022, Fred & Fabrício deram continuidade ao projeto Acústico de Primeira, com mais músicas inéditas, como "Guarda Roupa", com Hugo & Guilherme, "Flor de Plástico", com Jorge & Mateus (ambas ganharam certificações de disco de platina pela PMB), Clayton & Romário em "Pega das Antigas", Jefferson Moraes no pot-pourri de "Pele, Alma e Coração" e "Eu Aposto", músicas gravadas por Eduardo Costa, além de William Couto & Adriano e Emílio & Eduardo, mas ainda seguindo a linha das regravações, no que se tornou o Acústico de Primeira 2, gravado em Goiânia.

### 2023 - presente:Infinito Pra SempreeAcústico de Primeira 3
Em 2023, no Bosque Expo, em Campo Grande, Fred & Fabrício gravaram o quarto DVD intitulado Infinito Pra Sempre, com 12 faixas inéditas e 4 regravações. Das inéditas em destaque são "Dia 7", "Feliz Com Meu Erro", "Poder de Mentir" e "Infinito Pra Sempre", esta última homônima ao título do trabalho e que tem origem na história dos cantores: no começo da carreira da dupla, Fred fez uma promessa a Fabrício, de que a parceria iria durar até “os cabelos brancos aparecerem”.
Em março de 2024, Fred & Fabrício lançaram mais uma parceria com a dupla Clayton & Romário. "Gotejou no Celular" fala sobre um momento de choro derramado no carro, enquanto se recorda um amor passado. O single (que explora um lado "comercial", diferente de outras canções da dupla) ficou no Top 100 do Spotify Brasil.
Em maio de 2024, a dupla gravou, no Villa Country, em São Paulo, o álbum Acústico de Primeira 3, apenas para convidados, com as participações especiais do grupo Traia Véia e da dupla Israel & Rodolffo.[carece de fontes?]

## Discografia
- Acústico de Primeira (2021)
- Ao Quadrado (2022)
- Acústico de Primeira 2 (2023)
- Infinito pra Sempre (2024)
- Acústico de Primeira 3 (TBA)